# Baojun 730
Der Baojun 730 ist ein zwischen 2014 und 2022 angebotener Van der chinesischen Automarke Baojun.

## Geschichte
Das Fahrzeug wurde 2014 erstmals auf der Beijing Motor Show der Öffentlichkeit präsentierte. Ab Juli 2014 war der Siebensitzer ausschließlich in China auf dem Markt. Im ersten Jahr konnten mehr als 250.000 Fahrzeuge verkauft werden. 2016 wurde das Fahrzeug einer Überarbeitung unterzogen, in diesem Jahr wurden 370.000 Einheiten abgesetzt. Seit Februar Februar 2018 wird der Van als Wuling Cortez auch in Indonesien verkauft.

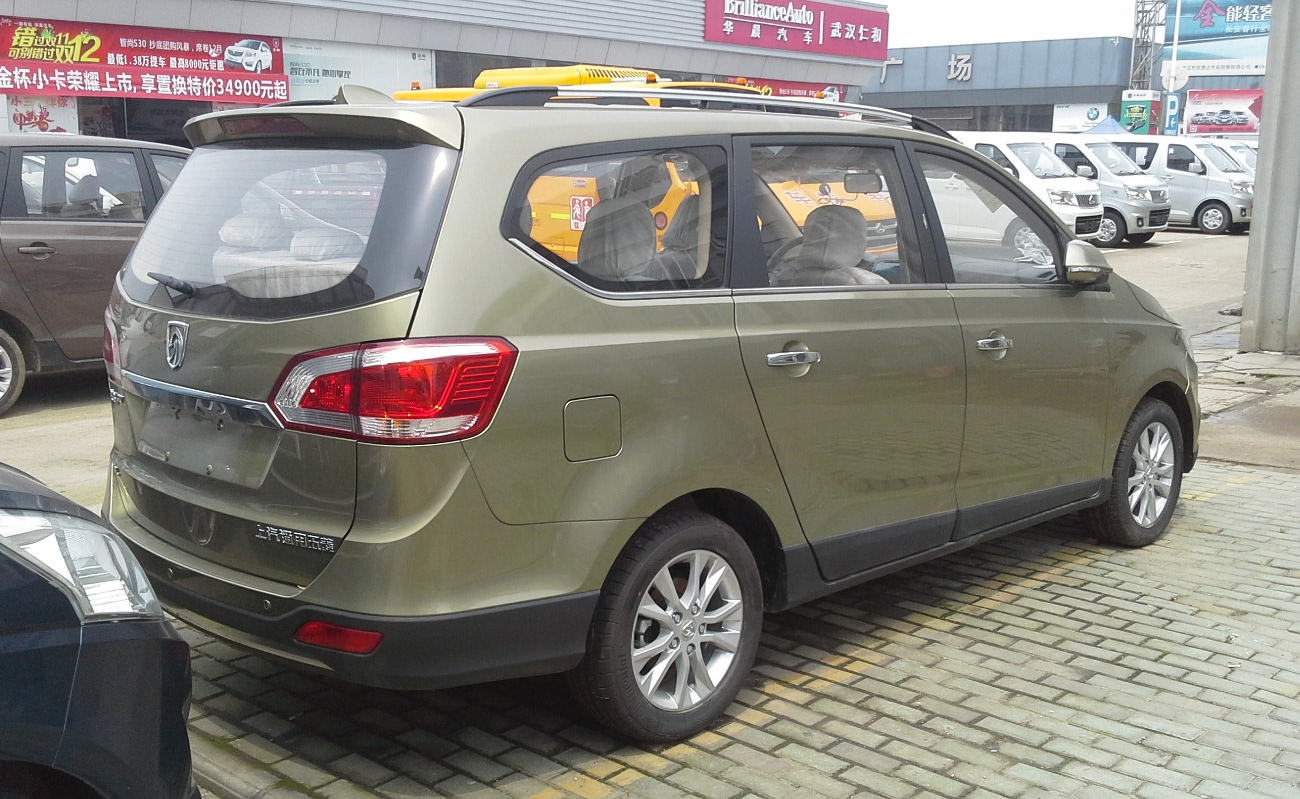
Heckansicht
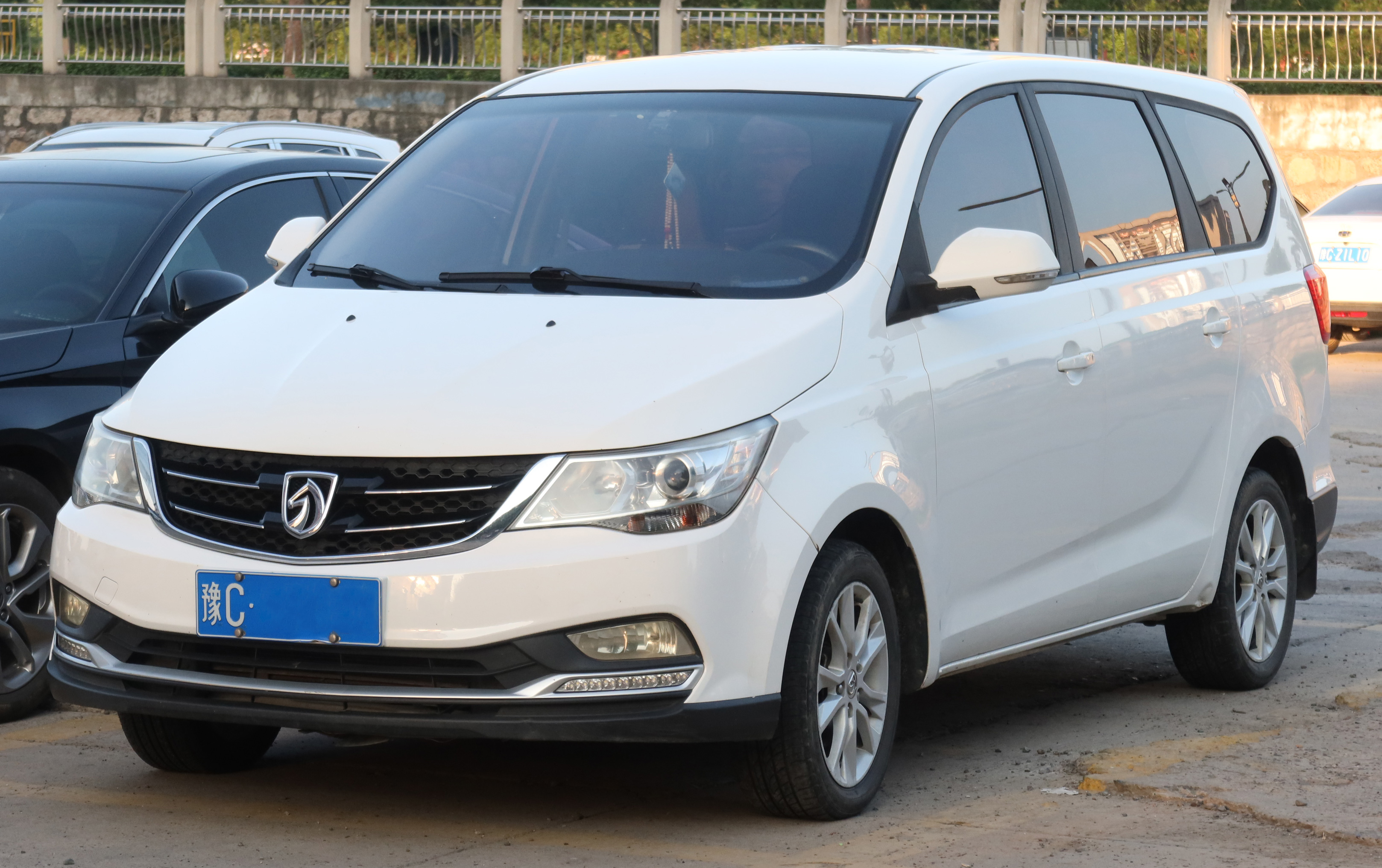
Baojun 730 (2016–2022)
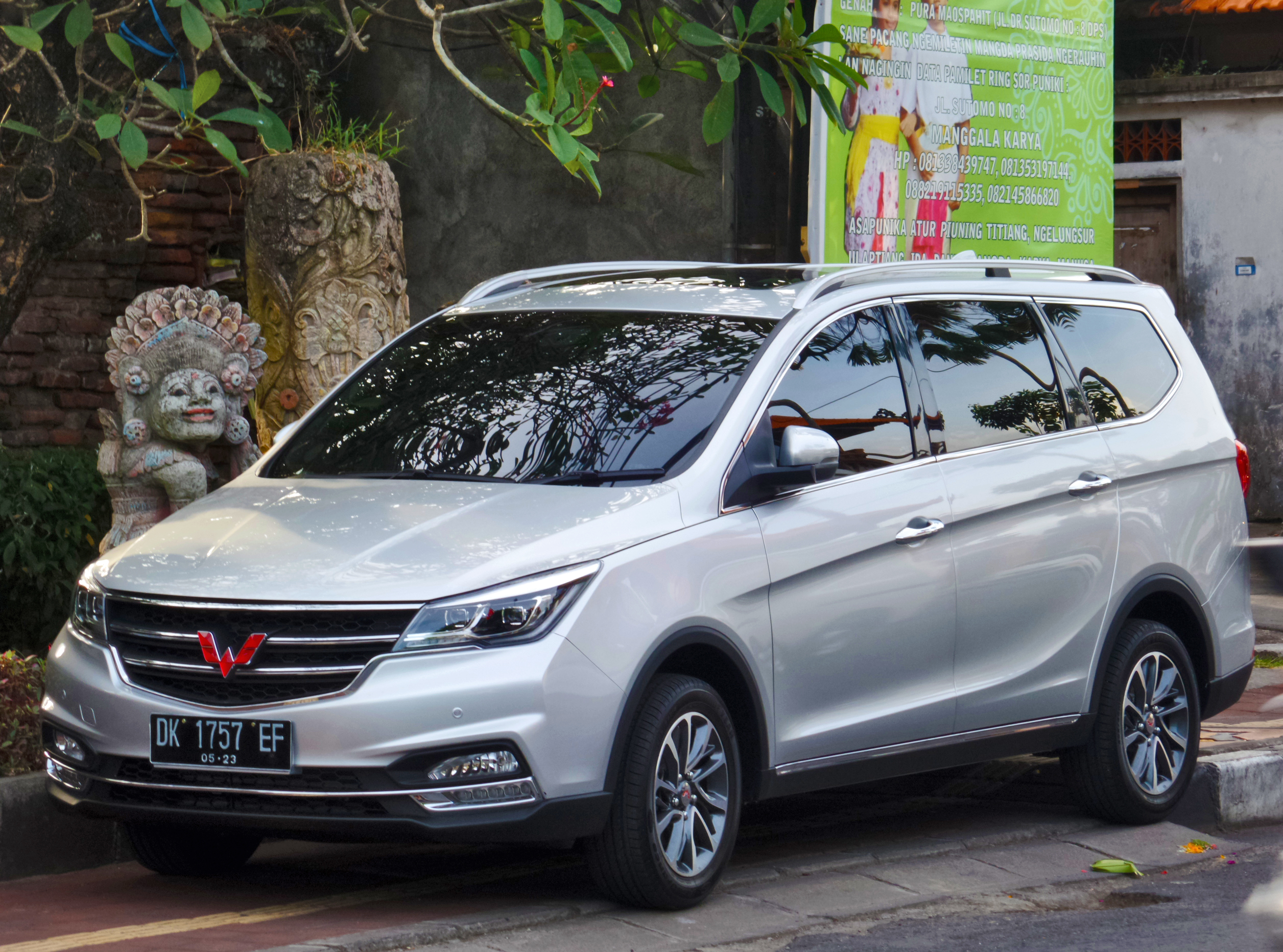
Wuling Cortez (seit 2018)

## Sicherheit
Beim 2015 durchgeführten C-NCAP-Crashtest erhielt das Fahrzeug eine Gesamtwertung von fünf aus fünf möglichen Sternen.

## Technische Daten
|                                            | 1.5                      | 1.5                      | 1.8                              | 1.5T                          | 1.5T                     | 1.5T                     | 1.5T                      |
| ------------------------------------------ | ------------------------ | ------------------------ | -------------------------------- | ----------------------------- | ------------------------ | ------------------------ | ------------------------- |
| Bauzeitraum                                | 07/2014–08/2022          | 07/2019–08/2022          | 07/2014–11/2017                  | 07/2016–08/2022               | 11/2018–08/2022          | 03/2019–08/2022          | 07/2019–08/2022           |
| Motorkenndaten                             |                          |                          |                                  |                               |                          |                          |                           |
| Motorart                                   | Ottomotor                | Ottomotor                | Ottomotor                        | Ottomotor                     | Ottomotor                | Ottomotor                | Ottomotor                 |
| Motorbauart                                | Reihen-Vierzylindermotor | Reihen-Vierzylindermotor | Reihen-Vierzylindermotor         | Reihen-Vierzylindermotor      | Reihen-Vierzylindermotor | Reihen-Vierzylindermotor | Reihen-Vierzylindermotor  |
| Motoraufladung                             | —                        | —                        | —                                | Turbolader                    | Turbolader               | Turbolader               | Turbolader                |
| Hubraum                                    | 1485 cm³                 | 1485 cm³                 | 1798 cm³                         | 1451 cm³                      | 1451 cm³                 | 1451 cm³                 | 1451 cm³                  |
| Verdichtungsverhältnis                     | 10,2 : 1                 | 10,2 : 1                 | 10,0 : 1                         | 9,5 : 1                       | 9,5 : 1                  | 9,5 : 1                  | 9,5 : 1                   |
| max. Leistung bei min−1                    | 77 kW (105 PS) / 5600    | 82 kW (112 PS) / 5800    | 101 kW (137 PS) / 5600           | 110 kW (150 PS) / 5500        | 114 kW (155 PS) /        | 111 kW (151 PS) /        | 108 kW (147 PS) / 5200    |
| max. Drehmoment bei min−1                  | 146 Nm / 3600–4000       | 135 Nm / 3600–5200       | 186 Nm / 3600–4000               | 230 Nm / 2000–3800            |                          |                          | 250 Nm / 2200–3400        |
| Kraftübertragung                           |                          |                          |                                  |                               |                          |                          |                           |
| Antrieb, serienmäßig                       | Vorderradantrieb         | Vorderradantrieb         | Vorderradantrieb                 | Vorderradantrieb              | Vorderradantrieb         | Vorderradantrieb         | Vorderradantrieb          |
| Getriebe, serienmäßig                      | 5-Gang-Schaltgetriebe    | 6-Gang-Schaltgetriebe    | 5-Gang-Schaltgetriebe            | 6-Gang-Schaltgetriebe         | 6-Gang-Schaltgetriebe    | Stufenloses Getriebe     | 6-Gang-Schaltgetriebe     |
| Getriebe, optional                         | —                        | —                        | (6-Gang-Doppelkupplungsgetriebe) | —                             | —                        | (Stufenloses Getriebe)   |                           |
| Messwerte                                  |                          |                          |                                  |                               |                          |                          |                           |
| Höchstgeschwindigkeit                      | 150 km/h                 | 150 km/h                 | 160 km/h                         | 170 km/h                      | 170 km/h                 | 170 km/h                 | 170 km/h                  |
| Beschleunigung, 0–100 km/h                 | 17,0 s                   |                          | 15,0 s                           | 14,0 s                        |                          |                          |                           |
| Kraftstoffverbrauch auf 100 km, kombiniert | 6,9–7,1 l Super          | 6,8 l Super              | 7,3 l Super                      | 6,9–7,0 l Super (8,0 l Super) | 6,3 l Super              | 8,0 l Super              | 7,1 l Super (7,6 l Super) |
| Tankinhalt                                 | 52 l                     | 52 l                     | 52 l                             | 52 l                          | 52 l                     | 52 l                     | 52 l                      |

Werte in runden Klammern gelten für Modelle mit optionalem Getriebe.